# Fajã da Ovelha
Fajã da Ovelha é uma freguesia portuguesa do município da Calheta, na Região Autónoma da Madeira, com 24,0 km² de área e 812 habitantes (censo de 2021). A sua densidade populacional é 33,8 hab./km².
Localiza-se a uma latitude 32,7667 (32° 46') Norte e a uma longitude 17,233 (17° 20') Oeste, estando a uma altitude de 76 metros. Fajã da Ovelha tem uma estrada que a liga a Porto Moniz, Paul da Serra, Calheta e Funchal. A actividade principal é a agricultura. Tem costa no Oceano Atlântico a sul. Tem montanhas a norte.

## Demografia
A população registada nos censos foi:
| Distribuição da População por Grupos Etários | Distribuição da População por Grupos Etários | Distribuição da População por Grupos Etários | Distribuição da População por Grupos Etários | Distribuição da População por Grupos Etários |
| -------------------------------------------- | -------------------------------------------- | -------------------------------------------- | -------------------------------------------- | -------------------------------------------- |
| Ano                                          | 0-14 Anos                                    | 15-24 Anos                                   | 25-64 Anos                                   | > 65 Anos                                    |
| 2001                                         | 152                                          | 148                                          | 452                                          | 264                                          |
| 2011                                         | 110                                          | 80                                           | 439                                          | 266                                          |
| 2021                                         | 81                                           | 64                                           | 403                                          | 264                                          |

## Freguesias próximas
- Jardim do Mar, leste

## Património
- Igreja de São João Baptista
- Igreja de Santo António

- Igreja de São João Baptista - [8] A capelania e a paróquia tiveram a sua sede na capela de S. Lourenço e ali permaneceram até o segundo quartel do século XVIII. O alvará da infanta D. Catarina, regente do reino, de 27 de Junho de 1705, autorizou a construção de um novo templo e a sua mudança para um local que fosse mais apropriado para esse fim e em harmonia com os desejos manifestados pelo povo. Apesar disso, a edificação da nova igreja só se realizou alguns anos mais tarde, sendo escolhido o Sítio da Fajã da Ovelha como o local propício para essa construção. Não é possível determinar com exactidão a data da conclusão das obras e quando se procedeu à bênção da nova igreja.

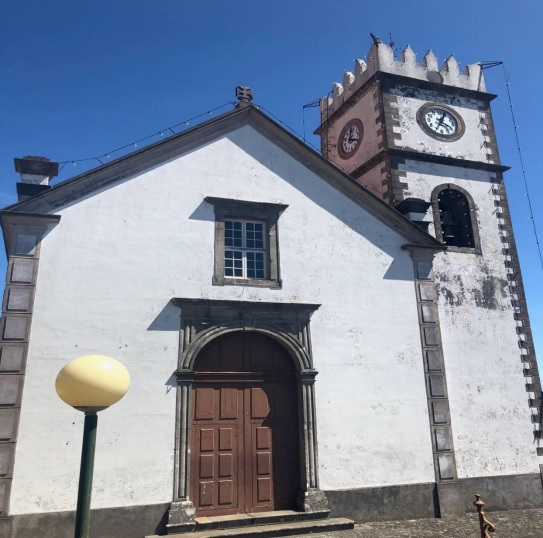
Igreja de São João Batista

- Capela de São Lourenço - De construção antiga, a Capela de São Lourenço, situada na freguesia da Fajã da Ovelha, Concelho da Calheta, Ilha da Madeira, está classificada como Monumento de Interesse Municipal. O novo e actual templo, erguido em meados do século XVIII, foi antecedido por uma pequena igreja paroquial diferente da existente nos dias de hoje.[9]

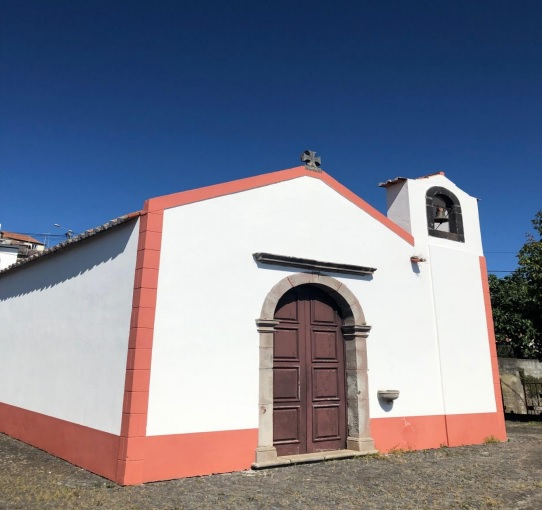
Capela de São Lourenço Fachada

### Fábrica da Manteiga[10]
A fábrica de Manteiga da Fajã da Ovelha foi construída no início do século XX, por volta do ano de 1910, por Augusto César de Gouveia e o seu filho Pedro de Gouveia. Augusto Gouveia era um agricultor e foi uma pessoa importante, pois, entre outros serviços prestados à população, criou um cordão sanitário nos limites do concelho da Calheta, impedindo a propagação de uma febre que assolou a região nos finais do século XIX. Augusto acabou por falecer no Continente, onde estava a fazer tratamentos, mas o seu corpo foi transportado para a Madeira, sendo sepultado na sua freguesia da Fajã da Ovelha. Seu filho acabou por ser o principal impulsionador da Fábrica da Manteiga; esta localiza-se no sítio de S. Lourenço e é constituída por dois andares. No primeiro andar era produzida a manteiga e na segunda era produzida a massa. Existe ainda uma furna de terra batida onde trabalhavam a "folha" para elaborar as latas para embalar a manteiga, a “Manteiga Águia”. Depois, com a II Guerra Mundial deixou de haver matéria prima para produzir as latas de manteiga, então construíram uma serragem atrás da fábrica, em que passaram a elaborar caixas de madeira e esta era embrulhada em papel de manteiga. Uma particularidade é que esta fábrica foi o primeiro edifício na freguesia da Fajã da Ovelha a dispor de eletricidade, era produzida através da água que fazia mover os geradores. Esta fábrica foi muito importante para a economia da Fajã da Ovelha e da Ponta do Pargo, em que manteiga era vendida para o Funchal e para o Continente. Com o passar dos anos a fábrica acabou por ser vendida acabando de deixar de funcionar em 1960, por fim foi vendida a um americano em 1974. Hoje em dia esta à venda e abandonada.

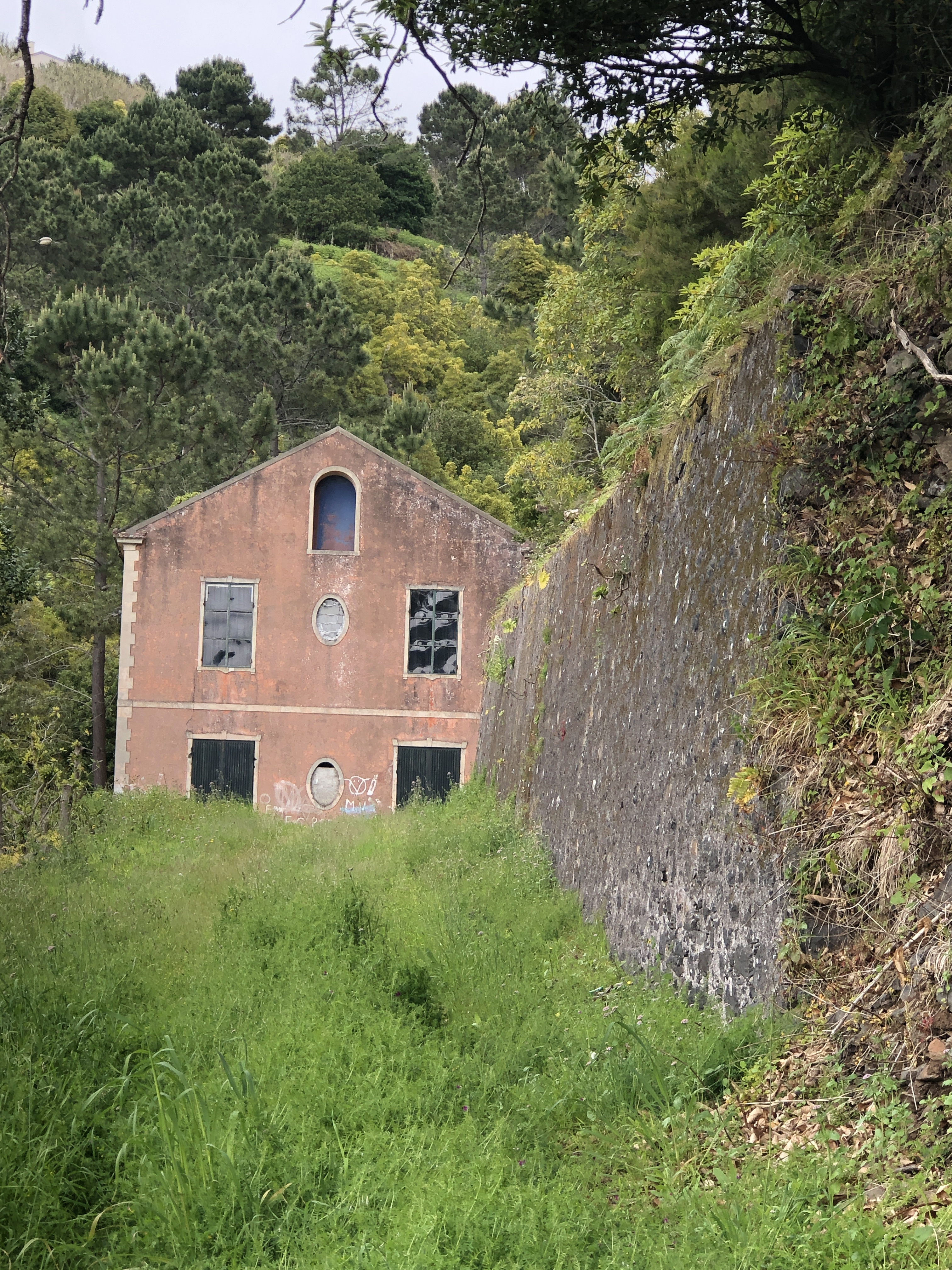
Antiga Fábrica da manteiga Séc XX

## Equipamentos
A Fajã da Ovelha tem uma Casa do Povo, uma escola, a Escola Básica dos 1º, 2º e 3º Ciclos/PE Professor Francisco M.S. Barreto - Fajã da Ovelha, duas associações recreativas, a igreja de São João Baptista e a de Santo António, duas capelas (Capela de São Lourenço e Capela da Nossa Senhora da Aparecida), dois Polidesportivos, várias pousadas turísticas,turismo de habitação, restaurantes, snacks bar, zonas de lazer, como a Fonte do Bispo e as Cruzinhas, miradouros, Casas senhoriais e um excelente clima e paisagens deslumbrantes.
Os vários lugares são: Maloeira, Raposeira do Lugarinho, Raposeira do Serrado, Lombada dos Cedros, São Lourenço, Massapez, São João, Eirinhas, Farrobo, Falcões e Lombada dos Marinheiros.